# 13206 Baer
13206 Baer eller 1997 GC22 är en asteroid i huvudbältet som upptäcktes den 6 april 1997 av LINEAR i Socorro County, New Mexico. Den är uppkallad efter James J. Baer.
Asteroiden har en diameter på ungefär 3 kilometer.